# إشيار ديا
إشيار ديا (بالفرنسية: Issiar Dia)‏ (مواليد 8 يونيو 1987 في سيفريس - فرنسا) لاعب كرة قدم فرنسي يلعب حاليا لصالح نادي الدرجة الأولى نانسي الفرنسي منذ 2006 في مركز المهاجم كما يجيد اللعب في مركز الجناح .

## روابط خارجية
- إشيار ديا على موقع الاتحاد الدولي (مؤرشف)  (الإنجليزية)
- إشيار ديا على موقع الاتحاد الأوربي (الإنجليزية)
- إشيار ديا على موقع اتحاد تركيا (لاعب) (الإنجليزية)
- إشيار ديا على موقع رابطة كرة القدم الفرنسية للمحترفين (الإنجليزية)
- إشيار ديا على موقع قاعدة بيانات كرة القدم.إي يو (الإنجليزية)
- إشيار ديا على موقع ليكيب (الفرنسية)
- إشيار ديا على موقع ناشيونال فوتبول تيمز (الإنجليزية)
- إشيار ديا على موقع Soccerway.com (الإنجليزية)
- إشيار ديا على موقع عالم كرة القدم.نت (الإنجليزية)
- إشيار ديا على موقع كووورة